# Eusocialiteit

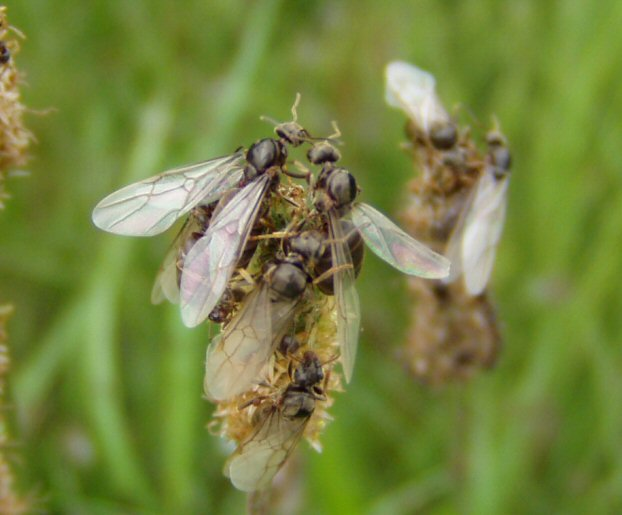
Gevleugelde mieren zijn koninginnen of mannetjes

Eusocialiteit is een sociale samenlevingsvorm die gekarakteriseerd wordt door overlappende generaties, coöperatieve broedzorg en gespecialiseerde reproductieve en non-reproductieve kasten. Eusocialiteit komt voor bij sommige soorten insecten, kreeftachtigen en zoogdieren. Eusocialiteit dient niet verward te worden met het sociale gedrag bij gewervelde dieren waarbij hiërarchieën en taakverdelingen tijdens het broeden of de zorg voor jongen een belangrijke rol spelen.
De reproductieve kaste bestaat uit een koningin (en eventueel een of meer vruchtbare mannetjes). De non-reproductieve kaste bestaat uit, vaak onvruchtbare, werkers en soldaten, zowel mannelijk als vrouwelijk.

## Insecten
Bij insecten is er geen verschil tussen sociale insecten en "eusocialiteit". Sociale insecten zijn altijd kolonievormend, maar ook solitaire insecten kunnen een (ander soort) kolonie vormen (zonder koningin), zoals sommige wantsen en veel bladluizen.
Eusocialiteit komt voor bij:
- alle termieten
- een aantal insecten die behoren tot de orde vliesvleugeligen: 
  - alle mieren
  - de meeste soorten hommels, maar niet de koekoekshommels
  - sommige soorten bijen, zoals de honingbij
  - sommige soorten wespen, zoals de papierwespen (inclusief gewone wesp, Duitse wesp en Europese hoornaar).

## Zoogdieren
Onder zoogdieren komt eusocialiteit alleen voor bij de naakte molrat en de Damaralandmolrat. 